# تشارلز ويليام مايو
تشارلز ويليام مايو (بالإنجليزية: Charles William Mayo)‏ هو جراح أمريكي، ولد في 28 يوليو 1898، وتوفي في 28 يوليو 1968.

## وصلات خارجية
- تشارلز ويليام مايو على موقع الموسوعة البريطانية (الإنجليزية)
- تشارلز ويليام مايو على موقع مونزينجر (الألمانية)